# Plod (medicina)
Plod ali fetus je človeški organizem od devetega tedna znotrajmaterničnega razvoja do poroda. Do konca osmega tedna po oploditvi govorimo o zarodku. 
Plod se imenuje tudi stopnja razvoja drugih organizmov pri sesalcih.

## Razvoj
8 tednovTveganje za pojav nehotenega splava se močno zniža v primerjavi z zarodkovo stopnjo nosečnosti. Vse glavne strukture, kot so roke, noge, možgani in drugi organi, so že prisotne, vendar njihova rast in razvoj še nista končana. Na začetku plodove stopnje je plod velik okoli 30 mm. Njegovo srce že utripa. Plod že izvaja gibe. Aktivnost možganskega debla se zazna 54 dni po oploditvi. Na začetku plodove stopnje je že opazno oblikovanje prstnih odtisov.
8-15 tednovPlod se premika ter razvija čedalje več vzorcev gibanja: izvaja lokalne gibe okončin, se razteguje, zeha ... Gibi, ki oponašajo dihanje, so ključni za stimulacijo razvoja pljuč, ne pa za privzem kisika. Pri devetih tednih plod že lahko skrči prste okoli določenega predmeta. Obraz je že dobro izoblikovan in ima že bolj človeški izgled. Veke se zaprejo in ostanejo zaprte nekaj nadaljnjih mesecev. Izkaže se razlika v spolovilih in viden postane plodov spol. Na glavi se razvije puh (lanugo). Prebavni trakt, ki se še vedno razvija, začne predelovati snovi, ki jih plod pogoltne iz plodovnice in jetrne presnovke ter proizvaja blato, imenovano otroška smola (mekonij). Koža je prosojna. Mišičnina in kostnina se močneje razvijeta, kosti postanejo trše. V 12. tednu se pojavi merljiva aktivnost možganov z elektroencefalografom. Ob koncu 15. tedna je plod dolg do 15 cm.
16-25 tednovPuh prekriva vso plodovo telo. Pojavijo se obrvi, trepalnice in nohti. Pospešen je razvoj mišičja. V pljučih se razvijejo pljučni mešički. Živčevje se razvije do stopnje, da že lahko nadzoruje nekatere funkcije. Koščeni polž v ušesu je že razvit. Pljuča so že zmožna izmenjave plinov. Mati pogosto občuti plodove gibe. Ob koncu petega meseca nosečnosti je plod velik okoli 20 cm.
26-38 tednovKoličina maščevja se pri plodu močno poveča. Pljuča še spočetka niso popolnoma razvita. Oblikujejo se povezave v talamusu, ki uravnavajo čutne informacije. Kosti so dokončno razvite, a so še mehke. Puh začne sčasoma izginevati, na koncu ostane le še na nadlahti in ramenih. Pri obeh spolih se pojavijo bradavice. Lasje na glavi postanejo debelejši. Porod se dogodi okoli 38. tedna nosečnosti. Ob rojstvu otrok meri 48–53 cm.

### Razlike v plodovi rasti
V rasti ploda prihaja do relativno velikih razlik. Dejavniki, ki vplivajo na rast ploda, so lahko povezani z materjo, s posteljico ali s plodom samim.
- Dejavniki, povezani z materjo, so teža nosečnice, indeks telesne mase, prehranjevanje, čustveni stres, izpostavljenost toksinom (nikotin, alkohol, mamila, zdravila ...), prekrvljenost maternice in drugi. Rast ploda je praviloma manjša pri prvorodnicah.

- Dejavniki, povezani s posteljico, so velikost, zgradba, prekrvljenost maternice, stanje hranil v maternici ...

- Dejavniki, povezani s plodom, so plodova genska zasnova, hormonsko stanje, nastajanje hranil v plodu ... Plodi ženskega spola povprečno tehtajo manj od moških.

Nizka telesna masa ploda zvišuje tveganje za obrojstveno smrtnost, zamrtvost (asfiksijo), hipotermijo, policitemijo, hipokalcemijo, imunsko pomanjkljivost, nevrološke motnje in druge dolgoročne zdravstvene težave. 

## Viabilnost
Viabilnost je sposobnost preživetja ploda zunaj maternice in je odvisna od teže, razvitosti in starosti ploda. Najnižja meja viabilnosti ploda je pet mesecev znotrajmaterničnega razvoja, vendar ni ostrih meja. Izkustveno velja, da ima plod, ki je ob rojstvu lažji od 500 gramov ali mlajši od 22 tednov, redko možnost preživetja. Nasploh so možnosti preživetja relativno nizke pri plodu, mlajšim od 26. tednov, zaradi slabe razvitosti dihal in živčevja. 
V zadnjih desetletjih se je zaradi napredka medicine viabilnost pomaknila k nižji starosti ploda ob porodu.

## Plodov krvni obtok
Krvni obtok človeškega ploda se močno razlikuje od krvnega obtoka po rojstvu. Razlike tičijo zlasti v neuporabi plodovih pljuč. Plod se preskrbuje s kisikom in hrano preko posteljice in popkovnice.
Krvni obtok se hipoma spremeni ob prvem vdihu novorojenčka po porodu. Zunanji tlak na pljuča se močno zniža. Več krvi priteka v desni preddvor in desni prekat ter v pljučno arterijo. Skozi ovalno odprtino, ki povezuje oba preddvora, teče manj krvi iz desnega v levi preddvor. Kri teče skozi pljučne vene v levi preddvor in tam zvišuje tlak. Zvišan tlak v levem preddvoru in znižan tlak v desnem preddvoru potisneta prvi pretin proti drugemu pretinu - to sta nepopolni pregradi med desno in levo polovico srca, ki omejujeta ovalno odprtino. S tem se ovalna odprtina zapre in neposredna povezava med obema polovicama srca je prekinjena. Ovalna odprtina zaraste, ostane le še ovalna jamica.
Pri okoli 20 odstotkih odraslih oseb ovalna odprtina ni popolnoma zarasla, vendar navadno to ne povzroča specifičnih simptomov, ker je tlak v levem atriju bistveno višji in kot po prvem vdihu drugi pretin stalno pritiska ob prvi pretin ter zapira ovalno odprtino.